# Bird/4 Seasons
『Bird／4 Seasons』（バード／フォー・シーズンズ）は、松下優也の6枚目のシングル。2010年8月25日発売。発売元はエピックレコーズ。

## 収録曲
1. Bird 
  - 作詞：前田たかひろ／作曲：Jin Nakamura
  - TVアニメ『黒執事II』EDテーマ
2. 4 Seasons
  - 作詞：H.U.B.／作曲：Jin Nakamura
  - MBS系4局ネット「DRESS」×『神戸コレクション2010A/W』公式テーマソング
3. L.o.L. 
  - 作詞：Satomi／作曲：Jin Nakamura